# Víctor Caamaño
Víctor Caamaño (fl. XX secolo) è stato un allenatore di calcio e allenatore di pallacanestro argentino.

## Carriera
Caamaño fu il primo allenatore della storia del River Plate dall'istituzione del professionismo nel calcio argentino. La sua esperienza durò tre stagioni (dal 1931 al 1933), anche perché la sua attività principale non era quella di tecnico di calcio ma quella di allenatore d'atletica leggera. Vinse la Primera División 1932 con il River, portando la squadra a 50 punti in campionato, a pari merito con l'Independiente, e in seguito vincendo lo spareggio per il titolo contro la stessa formazione di Avellaneda. Nel 1933 si ritirò dal mondo del calcio per seguire con maggiore attenzione l'atletica leggera: scoprì la saltatrice in lungo Noemí Simonetto e fece parte della commissione tecnica della squadra argentina ai I Giochi panamericani. La pista d'atletica dell'Estadio Monumental Antonio Vespucio Liberti è intitolata a lui.

## Palmarès

### Club

#### Competizioni nazionali
- Campionato argentino: 1

River Plate: 1932